# Cantonul Seignelay
Cantonul Seignelay este un canton din arondismentul Auxerre, departamentul Yonne, regiunea Burgundia, Franța.

## Comune
- Beaumont
- Chemilly-sur-Yonne
- Cheny
- Gurgy
- Hauterive
- Héry
- Monéteau (parțial)
- Mont-Saint-Sulpice
- Ormoy
- Seignelay (reședință)